# ディナ
ディナは、『旧約聖書』「創世記」に登場する人物。ヤコブとレアの間に生まれた娘である。名前はヘブライ語で「正義」「公正」という意味である。

## 生涯

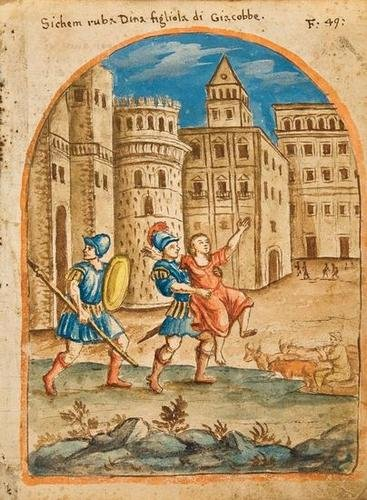
17世紀の絵画に描かれたシェケムによるディナへの暴行。

ヤコブ一家がシェケムの町で宿営していた時に、ディナがハモルのシェケムに性的暴行を受けるという事件があった。この事件の責任をとって、ディナを嫁がせる話になり、シェケムたちも割礼を受けることに同意した。部族間の交流を図ることになった。しかし、シェケムたちが割礼をして傷が痛んでいる時に、ディナの兄のシメオンとレビが剣でシェケムの男子全員を殺害するという事件が起こった。
ヤコブはシメオンとレビの暴挙を悲しみ、怒った。しかし、シメオンとレビはディナの名誉のための行為として正当化した。
ヤコブ一家がエジプトに移住する時に同行した。ユダヤ教の伝説ではエジプトでヨセフの妻になったとも言われている。また、ラビ文献ではシメオンの妻となったとされる。